# Fuping
Fuping (en chino, 富平; pinyin, Fùpíng) es un condado  bajo la administración directa de la Prefectura Weinan en la Provincia de Shaanxi, República Popular China. Su área es de 1245 km² y su población total en 2010 superó los 740 mil habitantes.

## Administración
Desde julio de 2020, el  Condado Fuping  se divide en 15 pueblos que se administran en 1 subdistrito y 14  poblados.